# Thierry Derocles
Thierry Derocles est un monteur français. 

## Filmographie
- 1968 : Les Neiges de Grenoble de Jacques Ertaud et Jean-Jacques Languepin
- 1971 : L'Escadron Volapük de René Gilson
- 1972 : Les Yeux fermés de Joël Santoni
- 1972 : On n'arrête pas le printemps de René Gilson
- 1974 : La Course en tête de Joël Santoni
- 1974 : Le Hasard et la Violence de Philippe Labro
- 1975 : Les Œufs brouillés de  Joël Santoni
- 1976 : À nous les petites Anglaises de Michel Lang
- 1977 : Les Indiens sont encore loin de Patricia Moraz
- 1979 : Série noire d'Alain Corneau
- 1979 : Félicité de Christine Pascal
- 1980 : Le Chemin perdu de Patricia Moraz
- 1980 : Téléphone Public de Jean-Marie Périer
- 1981 : Le Choix des armes d'Alain Corneau
- 1982 : Le Choc de Robin Davis
- 1982 : Que les gros salaires lèvent le doigt ! de Denys Granier-Deferre
- 1983 : La Crime de Philippe Labro
- 1984 : Fort Saganne d'Alain Corneau
- 1987 : Terminus de Pierre William Glenn
- 1989 : Nocturne indien d'Alain Corneau
- 1989 : Bunker Palace Hôtel d'Enki Bilal
- 1994 : Le Colonel Chabert d'Yves Angelo
- 1996 : Tykho Moon d'Enki Bilal
- 1997 : Le Cousin d'Alain Corneau
- 1997 : Un air si pur... de Yves Angelo
- 1998 : Voleur de vie d'Yves Angelo
- 2000 : Sans plomb de Muriel Teodori
- 2000 : Le Cœur à l'ouvrage de Laurent Dussaux
- 2003 : Stupeur et Tremblements d'Alain Corneau
- 2004 : Mariages ! de Valérie Guignabodet
- 2005 : Les Mots bleus d'Alain Corneau
- 2005 : Les Âmes grises de Yves Angelo
- 2006 : Danse avec lui de Valérie Guignabodet
- 2009 : Dans la brume électrique de Bertrand Tavernier (version française)
- 2009 : Nos désirs font désordre de Stéphane Arnoux
- 2012 : La Terre outragée de Michale Boganim
- 2013 : 11.6 de Philippe Godeau
- 2019 : L'œuf dure de Rémi Lange

## Récompenses et distinctions

### Nominations
- 1981 : César du meilleur montage pour Série noire